# 南九州市立中福良小学校
南九州市立中福良小学校（みなみきゅうしゅうしりつなかふくらしょうがっこう）は、鹿児島県南九州市知覧町永里にある市立小学校である。

学校のキャッチフレーズは「花と作文とあいさつの学校」である。

## 概要
児童数は21名。（令和6年1月9日現在）

## 歴史
- 1878年（明治11年） - 共同夜学を廃止し中福良小学校を創立。
- 1887年（明治20年） - 中福良簡易科小学校となる。
- 1892年（明治25年） - 中福良尋常小学校となる。
- 1941年（昭和16年） - 中福良国民学校となる。
- 1947年（昭和22年） - 中福良小学校となる。
- 1977年（昭和52年） - 創立100周年記念式並びに記念行事が行われる。
- 2007年（平成19年） - ３町合併により南九州市立中福良小学校となる。

## 通学区域
中福良小学校の通学区域は以下の区域が指定されている。
- 南九州市
  - 二ツ谷、高星、牧永野、横井場、林川、中須、枦場、迫瀬戸山、樋与上、中福良、和田、松村、横峯

## 進学先中学校
- 南九州市立知覧中学校